# Księżniczka i wojownik
Księżniczka i wojownik (niem. Der Krieger und die Kaiserin) – niemiecki melodramat filmowy z 2000 roku w reżyserii Toma Tykwera.

## Opis
Sissy pracuje w szpitalu psychiatrycznym, gdzie jest bardzo lubiana przez personel i pacjentów. Bodo właśnie wyszedł z wojska i nie może się odnaleźć w nowej rzeczywistości. Pewnego dnia okrada sklepikarza. Uciekając, staje się mimowolnym sprawcą wypadku, którego ofiarą jest Sissy. Korzystając z umiejętności zdobytych w wojsku, ratuje jej życie, a następnie znika. Dwa miesiące później dziewczyna wychodzi ze szpitala i postanawia odnaleźć człowieka, który ocalił jej życie. Nie chce mu tylko podziękować, bo ma przeświadczenie, że połączyło ich coś więcej. Jednak Bodo nie chce się w nic angażować. Mimo to, dziewczyna nie daje za wygraną.

## Obsada
- Franka Potente jako Sisi
- Benno Fürmann jako Bodo
- Joachim Król jako Walter
- Lars Rudolph jako Steini
- Ludger Pistor jako Werner
- Christa Fast jako Sigrun Molke
- Susanne Bredehöft jako Zewi
- Gottfried Breitfuss jako Paul
- Steffen Schult jako Bruno
- Natja Brunckhorst jako Meike

i inni

## Produkcja
Większość filmu była realizowana w Wuppertalu, rodzinnym mieście Toma Tykwera. Sceny na początku i na końcu filmu zostały nakręcone w Kornwalii.

## Nagrody i nominacje
Europejska Akademia Filmowa (2001):
Nominacja do Europejskiej Nagrody Filmowej w kategoriach:
"Nagroda publiczności - najlepsza europejska aktorka" (Franka Potente)
"Nagroda publiczności - najlepszy europejski aktor" (Benno Fürmann)
"Nagroda publiczności - najlepszy europejski reżyser" (Tom Tykwer)
"Najlepszy europejski operator roku" (Frank Griebe)
Satelity 2002:
Nominacja w kategorii "Najlepszy film zagraniczny"